# Cannabis in Suriname
Cannabis in Suriname is verboden, en mag niet verkocht, gebruikt of geteeld worden. Cannabis wordt in Suriname sinds de introductie ganja genoemd. Het gebruik is wijdverspreid, en is de meest populaire drug.

## Geschiedenis
In 1873 kwamen de eerste Hindoestaanse contractarbeiders naar Suriname, Met de contractarbeiders werd het gebruik van ganja in het land geïntroduceerd. In 1882 kon in de krant met ganja worden geadverteerd. In 1894 was het al zwaar belast, en 1896 mocht het alleen door de apotheek worden verkocht. In 1908 werd ganja samen met opium door de Opiumwet verboden. In Nederland werd pas in 1919 een Opiumwet aangenomen.
Ondanks het verbod bleef het gebruik van ganja wijdverspreid. In 1921 pleitte de Surinaamsche Immigranten Vereniging voor legalisatie en de toekenning van een import- en verkoopconcessie. In de jaren 1960 werden hasjiesj en wiet in Nederland populair door de hippiecultuur, en speelden de Surinamers een belangrijke rol in het transport van Noord-Afrika naar Nederland.
Het gedoogbeleid van Nederland en de legalisering in Uruguay hebben niet geleid tot een verandering in de wetgeving voor zowel recreatief als medisch gebruik. In 2010 pleitte Chan Santokhi als voorzitter van de Comisión Interamericana para el Control del Abuso de Drogas, de inter-Amerikaanse drugscommissie, voor handhaving van het verbod. In 2018 werd een commissie ingesteld om een onderzoek in te stellen naar het medicinaal gebruik.